# Tramway de Constantine
Le tramway de Constantine (en arabe : ترامواي قسنطينة ; en berbère : ⴰⵟⵔⴰⵎⵡⴰⵢ ⵇⵙⵏⵟⵉⵏⴰ) est un réseau de tramway qui dessert la ville de Constantine, au nord-est de l'Algérie,. Un premier tronçon de 8,1 km comprenant dix stations entre le stade Ben Abdelmalek Ramdane et la cité Zouaghi est mis en service le 4 juillet 2013,.

## Histoire
La construction clé en main du tramway de Constantine a été confiée aux groupes Pizzarotti et Alstom. Pizzarotti est chargé de l’ingénierie générale ainsi que le génie civil. Alstom fournit le système d'exploitation (voies, équipements d’énergie, caténaire, signalisation ferroviaire, télécommunications, billettique), les équipements de l’atelier-garage de Zouaghi ainsi que le matériel roulant. Les travaux ont débuté en août 2008.
En juillet 2015, l’Entreprise Métro d'Alger (EMA) confie au consortium constitué des entreprises Alstom  et Cosider Travaux Publics, la réalisation de l’extension de la ligne de tramway. Un premier prolongement de 6,9 km, reliant la gare de Zouaghi à l’entrée de la nouvelle ville d’Ali Mendjeli, est en exploitation depuis mai 2019. Un second prolongement de la ligne 1 (Kadri Brahim - Université Abdelhamid Mehri) est mis en exploitation le 29 septembre 2021.

### Tracé

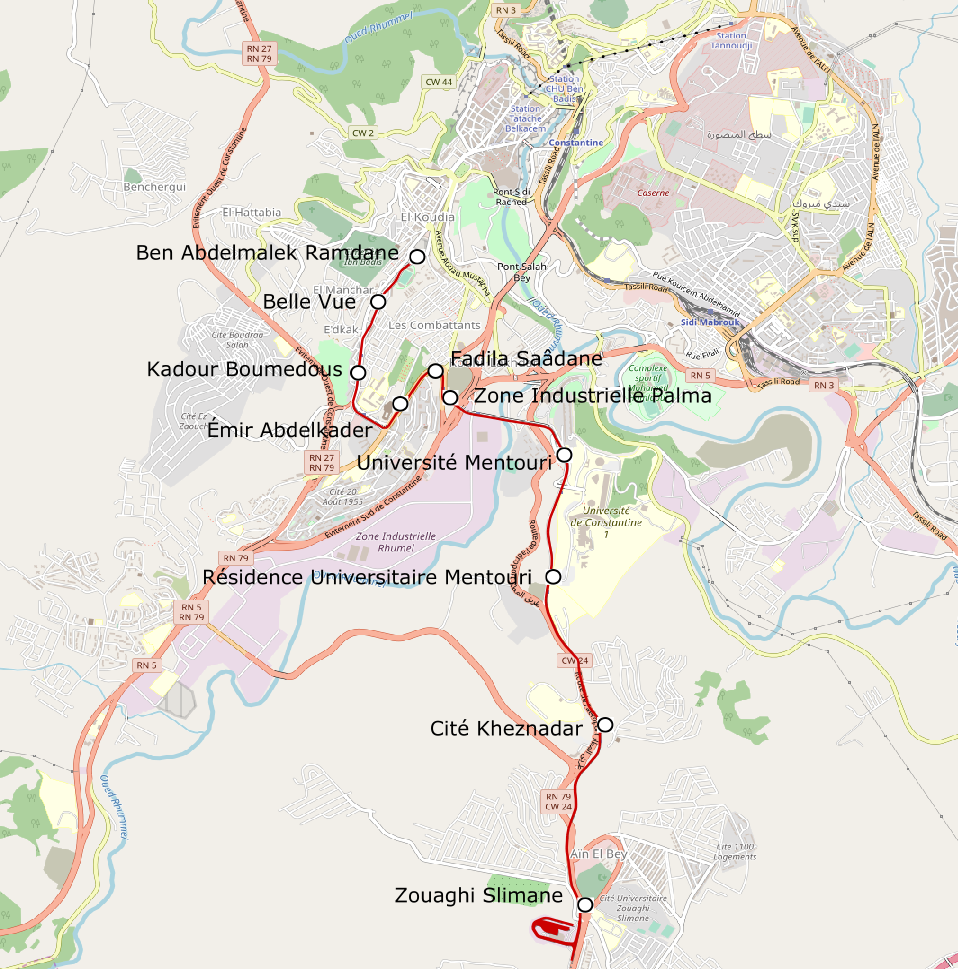
Plan de la ligne 1 du tramway de Constantine.

## Stations

### Ligne 1 (Centre-ville - Université Abdelhamid Mehri)
|  |   |  | Stations                         | Communes desservies | Correspondances |
|  | - |  | -------------------------------- | ------------------- | --------------- |
|  | ■ |  | Ben Abdelmalek Ramdane           | Constantine         |                 |
|  | ● |  | Belle Vue                        | Constantine         |                 |
|  | ● |  | Kadour Boumedous                 | Constantine         |                 |
|  | ● |  | Émir Abdelkader                  | Constantine         |                 |
|  | ● |  | Cité Fadila Saâdane              | Constantine         |                 |
|  | ● |  | Zone Industrielle Palma          | Constantine         |                 |
|  | ● |  | Université Mentouri              | Constantine         |                 |
|  | ● |  | Résidence Universitaire Mentouri | Constantine         |                 |
|  | ● |  | Cité Kheznadar                   | Constantine         |                 |
|  | ● |  | Zouaghi Slimane                  | Constantine         |                 |
|  | ● |  | El Aifour                        | Constantine         |                 |
|  | ● |  | Université Salah Boubnider       | Ali Mendjeli        |                 |
|  | ● |  | 19 mai 1956                      | Ali Mendjeli        |                 |
|  | ● |  | 8 mai 1945                       | Ali Mendjeli        |                 |
|  | ● |  | Chahid Kadri Brahim              | Ali Mendjeli        |                 |
|  | ● |  | Chouhada                         | Ali Mendjeli        |                 |
|  | ● |  | Cité EL-Istiklal                 | Ali Mendjeli        |                 |
|  | ● |  | Ali Mendjeli                     | Ali Mendjeli        |                 |
|  | ● |  | Avenue de l'ALN                  | Ali Mendjeli        |                 |
|  | ● |  | Ennasr                           | Ali Mendjeli        |                 |
|  | ■ |  | Université Abdelhamid Mehri      | Ali Mendjeli        |                 |

### Futures Lignes

#### Ligne 2 (Zouaghi Slimane - El Khroub)

##### Tranche 1 (Zouaghi Slimane - Aéroport Mohamed Boudiaf)
|  |   |  | Stations                 | Communes desservies | Correspondances |
|  | - |  | ------------------------ | ------------------- | --------------- |
|  | ● |  | Zouaghi Slimane          | Constantine         |                 |
|  | ● |  | Station 2                |                     |                 |
|  | ● |  | Station 3                |                     |                 |
|  | ● |  | Aéroport Mohamed Boudiaf | Constantine         |                 |

##### Tranche 2 (Aéroport Mohamed Boudiaf - El Khroub)
|  |   |  | Stations                 | Communes desservies | Correspondances |
|  | - |  | ------------------------ | ------------------- | --------------- |
|  | ● |  | Aéroport Mohamed Boudiaf | Constantine         |                 |
|  | ● |  | Stations                 |                     |                 |
|  | ● |  | El Khroub                | El Khroub           |                 |

#### Ligne 3 (Ali Mendjeli - El Khroub)
|  |   |  | Stations                    | Communes desservies | Correspondances |
|  | - |  | --------------------------- | ------------------- | --------------- |
|  | ● |  | Université Abdelhamid Mehri | Ali Mendjeli        |                 |
|  | ● |  | Stations                    |                     |                 |
|  | ● |  | El Khroub                   | El Khroub           |                 |

## Exploitation

### Contrat
Le 24 mai 2012, le groupe RATP annonce avoir obtenu l'exploitation et la maintenance de tous les projets de tramways algériens, y compris le tramway de Constantine, dans le cadre d'une coentreprise (sauf la maintenance pour Alger). RATP Dev dirige cette société commune, la Société d'exploitation des tramways (SETRAM), dont elle est actionnaire à 49 %, aux côtés de l'ETUSA (36 %) et de l'Entreprise Métro d'Alger (EMA, 15 %),,,. Comme c'est le cas pour les autres réseaux de tramway en Algérie, la SETRAM est chargée de l’exploitation, de la préparation à l’exploitation, ainsi que de l’entretien et de la maintenance du tramway de Constantine,.
Le tramway a été mis en service commercial le 4 juillet 2013 après un mois d'essais à blanc. Il transporte environ  10 millions passagers en 2019.
Le projet confié au groupement Alstom-Pizzarrotti, et a couté 44 milliards de dinars, soit près de trois fois son estimation initiale, est désormais considéré le plus coûteux par rapport à ceux d'Alger et d'Oran, ce qui fait une moyenne de 4,88 milliards de dinars par kilomètre.
La SETRAM précise que les voyageurs auront le choix entre un ticket de 40 DA valable pour un seul voyage, ou un carnet de 10 tickets pour le prix de 320 DA, alors qu’une formule d’abonnement sera proposée ultérieurement aux intéressés.

### Matériel roulant
Le tramway de Constantine est équipé de 27 rames du type Citadis 402 construites par Alstom dans son usine de Santa Perpètua de Mogoda, en Espagne. La première rame est livrée le 24 septembre 2011.
Une deuxième tranche de 20 rames Citadis 402 fabriquées par Cital Annaba en Algérie est livrée en 2015.
Les ateliers de maintenance sont implantés près de la station Zouaghi Slimane.

## Projets de développement
Les autorités algériennes prévoient de compléter la première ligne par deux tronçons supplémentaires, réalisés en fourche depuis la station de Zouaghi. Il s'agit d'une part d'une branche de 2,7 km vers l'aéroport Mohamed Boudiaf et d'autre part d'un tronçon vers la nouvelle ville Ali Mendjeli, mis en service en septembre 2021.

## Accidents
Le 11 septembre 2013 à 16h15 environ près du terminus Zouaghi deux adolescents qui traversaient les rails en passant derrière une rame de tramway furent percutés par une seconde qui passait de l'autre côté. Une victime est morte sur le coup tandis que le second adolescent fut grièvement blessé.

## Galerie

Selection de vues
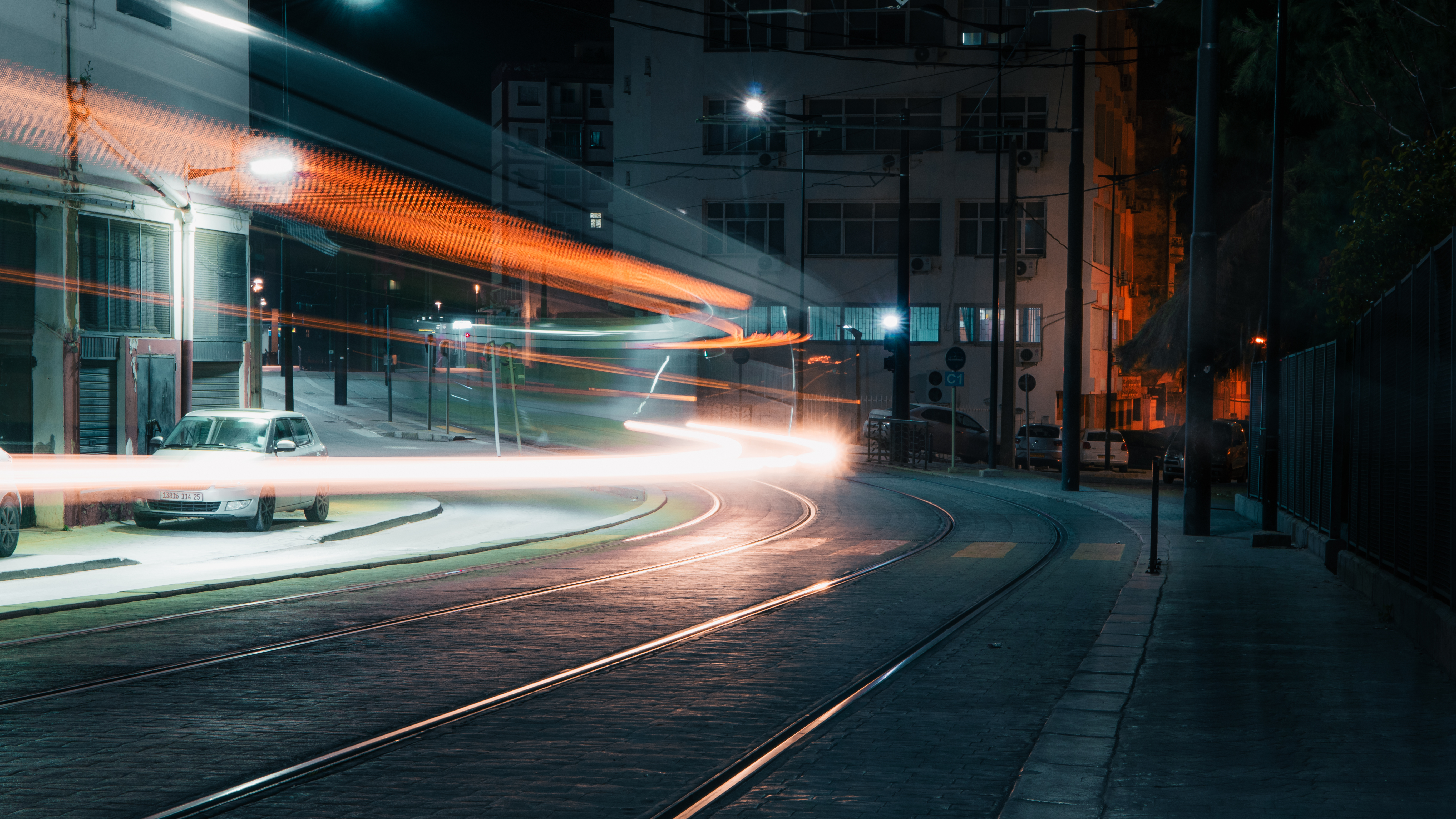
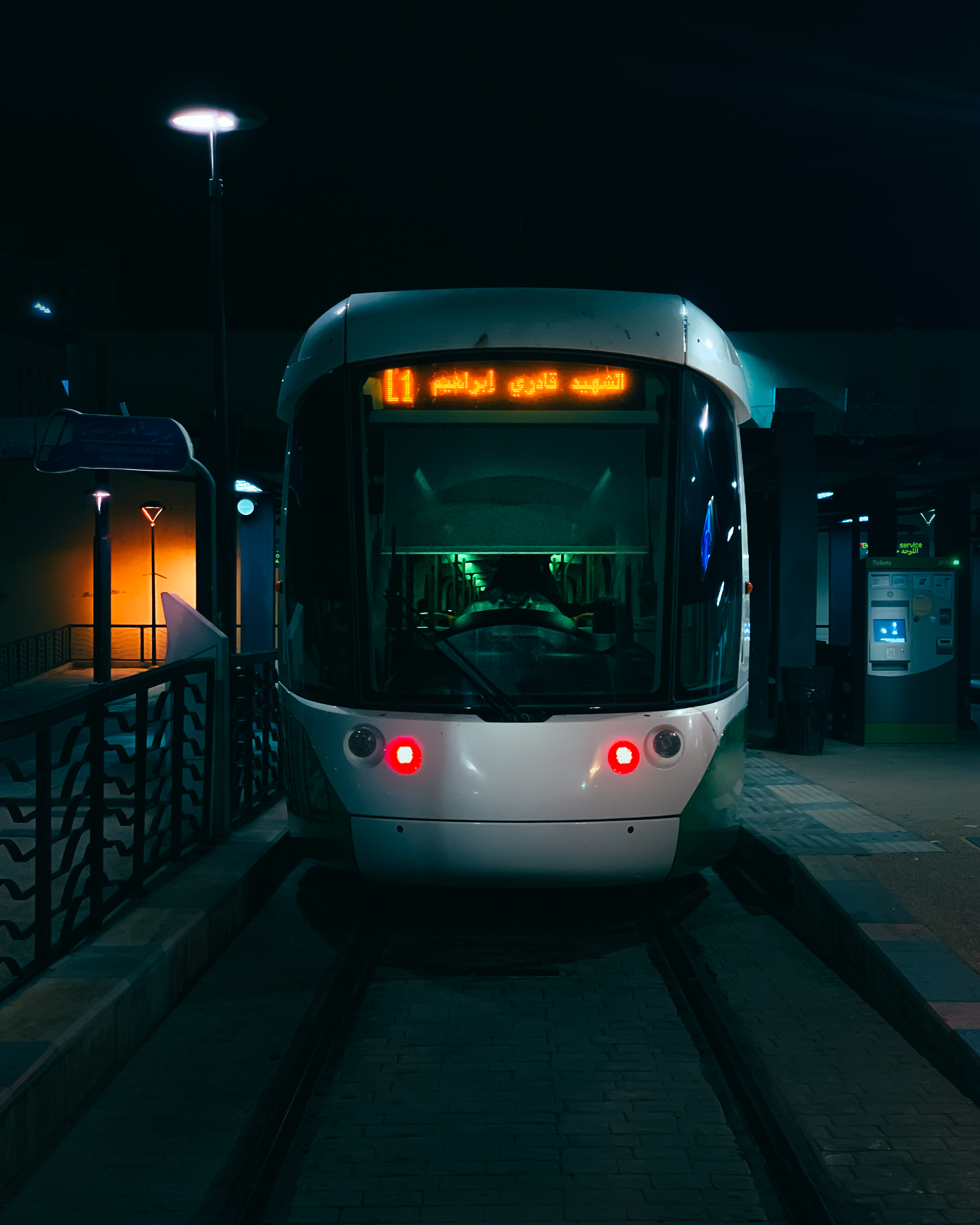
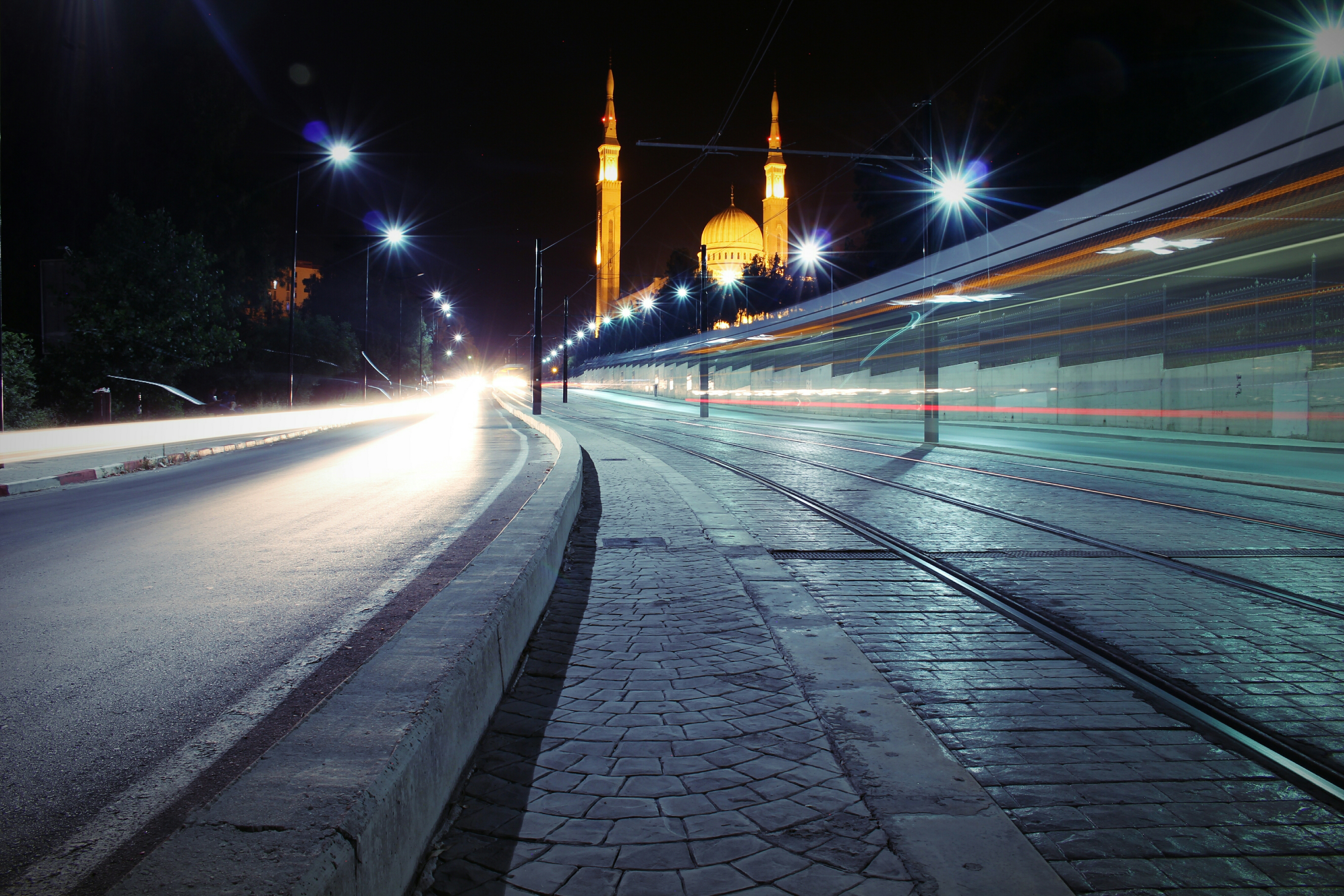